# William White (1748-1836)
Pour les articles homonymes, voir White et William White.
The Most Reverend William White (4 avril 1748 N.S. – 17 juillet 1836) est un religieux américain, membre de l'Église épiscopalienne des États-Unis.
Il fut recteur à Philadelphie.
Il devint évêque après l'indépendance et participa à la réorganisation de l'église.
En août 1782, William White fait paraître une brochure, The Case of the Episcopal Churches in the United States Considered, qui se présente comme une proposition de réorganisation de l'église devenue indépendante de la Couronne britannique et qui perd son lien institutionnel et organique avec l'État. La brochure propose également la nomination temporaire de ministres du cultes qui n'auraient pas été ordonnés mais qui seraient habilités à prêcher et à administrer les sacrements.